# نیکلای مارکف
نیکلای مارکف (به روسی: Николай Марков) (زادهٔ ۹ ژانویه ۱۸۸۳ میلادی در تفلیس - درگذشتهٔ ۱۹ نوامبر ۱۹۵۷ در تهران)، معمار روس‌تبار مقیم ایران بود.

## زندگی
نیکلای مارکف در سال ۱۸۸۲ در خانواده‌ای سرشناس از افسرانِ روسیه تزاری در تفلیس زاده شد. او در سال ۱۹۱۰ از آکادمی هنرهای زیبای سن پترزبورگ فارغ‌التحصیل شد و سپس تا سال ۱۹۱۴ در بخشِ فارسیِ دانشکدهٔ شرق‌شناسیِ این دانشگاه تحصیل کرد.
مارکف در جنگِ جهانی اول به عنوان داوطلب در ارتشِ روسیه در قفقاز خدمت کرد. در سال ۱۹۱۷ میلادی (۱۲۶۹ خورشیدی) آجودان فرماندهی بریگاد قزاق شد که یک واحد ویژهٔ نظامی در ایران بود که ناصرالدین شاه آن را تشکیل داده‌بود. در ارتشِ ایران به درجهٔ ژنرالی رسید و پس از انقلابِ اکتبر روسیه در ایران ماندگار شد. در سال ۱۹۲۱ میلادی از بریگاد قزاق خارج شد و و به حرفهٔ معماری بازگشت.
نیکلای مارکف در شهرداریِ تهران استخدام شد. این معمار روسی‌تبار با ساختِ بیش از ۲۰ اثر معماری در ایران و به خصوص در تهران، از پیشگامان معماری مدرن در ایران محسوب می‌شود.
مارکوف معماری اسلامی و شیوه‌های سنتی احداث بناهای ایرانی و مصالح محلی از قبیل آجر، سنگ، کاشی و گچ را می‌ستود. در واقع، آجرهای خشتی که وی به کار می‌برد، به نام آجر مارکوفی مشهور شد. شهر تهران در دههٔ اول و دوم قرنِ جاری پر از ساختمان‌هایی به سبک او شد، سبکی که تلفیق چهار نوع فرهنگ را به نمایش می‌گذاشت: مدرن، التقاطی، غربی و ایرانی. آرت دکو و جریان‌های موازی در اروپا و آمریکا استفاده از نتایج پژوهش‌های باستان‌شناسی، به خصوص نتایج مربوط به دوران اسلامی و صفوی در طراحی بر روشِ معماریِ مارکف تأثیر گذاشتند. استفاده از فناوری محلی متأثر از کشفیات باستان‌شناسی در طراحیِ بناها از دیگر ویژگی‌های کارِ مارکف بود.
مقبره او در گورستان دولاب تهران قرار دارد.

## آثار

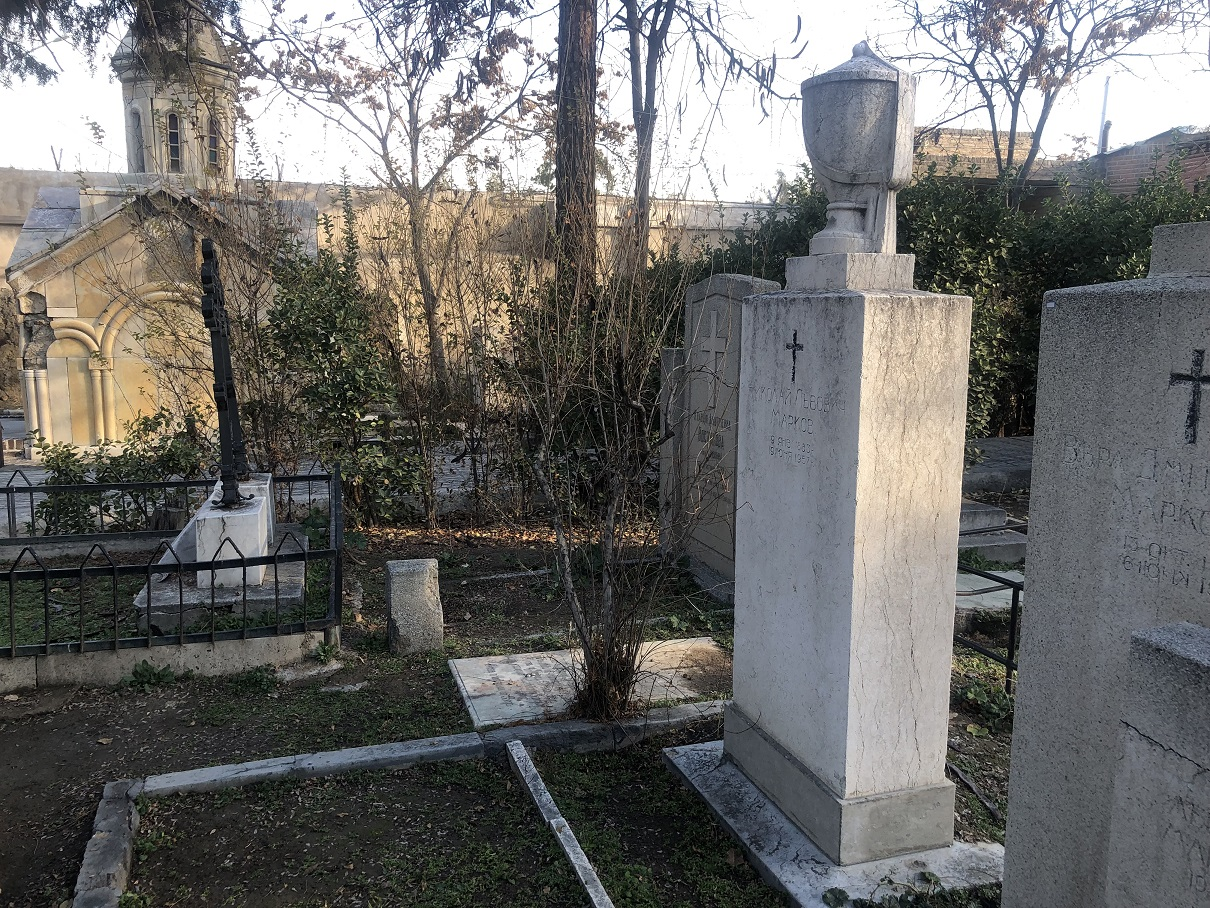
مقبره مارکف در کنار آرامگاه شاهزاده گرجی که یکی از آثار خود اوست

- دبیرستان البرز: ساختمان دبیرستان البرز از نخستین کارهای او محسوب می‌شود.[۳]
- ساختمان اداره پست ایران (تهران): این بنا در سال ۱۳۰۷ هجری خورشیدی با صرف هزینهٔ پانصد هزار تومان و با مساحت ۱۵ هزار متر مربع در خیابان سپه (امام خمینی فعلی) تأسیس شد. بخشی از این ساختمان که در کنار سردر باغ ملی است و قبلاً اداره گمرکات پست بوده، به موزه تبدیل شده‌است. از ویژگی‌های سبک معماریِ دورهٔ پهلوی اول که در ساختمان موزهٔ پست هم به کار رفته، ترکیبِ معماری دوران‌های مختلف تاریخی در ایران و غرب است.[پانویس ۱]
- مدرسهٔ ژاندارک
- دانشسرای عالیِ واقع در میدان بهارستان: این مکان محل دانشکده علوم اجتماعی دانشگاه تهران بود که در حال حاضر، باغ موزه نگارستان دانشگاه تهران است.
- عمارت شهرداری: واقع در میدان توپخانه که در دوران محمدرضا شاه تخریب شد.
- کارخانه قند ورامین: نخستین کارخانه قند ایران و خاورمیانه است که در سال ۱۳۱۳ خورشیدی توسط نیکلای مارکوف ساخته و در سال ۱۳۸۴ به بخش خصوصی واگذار شده‌است. این کارخانه در فهرست آثار ملی ایران به ثبت رسیده‌است.
- مدرسه جدید دارالفنون
- زندان قصر
- ساختمان شهرداری[۱]
- خانهٔ پروفسور عدل
- دبیرستان انوشیروان دادگر
- مسجد فخرالدوله امین‌الدوله
- کارخانه سیمان تهران
- سفارت ایتالیا
- دبیرستان امام همدان
- کلیسای مریم مقدس
- ساختمانِ سینگر: این بنا در چهارراهِ مخبرالدوله تهران واقع است. در ساختِ این بنا مارکف معماریِ اروپاییِ معمول را دنبال کرد و آن را به صورتِ نئوکلاسیک ساخت که منعکس‌کنندهٔ معماریِ کلاسیکِ قرن ۱۶ بود.
- عمارت مشیرالدوله: این خانه، در انتهای بن‌بست پیرنیا در خیابان لاله‌زار نو و کمی پایین‌تر از چهارراه کنت واقع است و در آغازِ مشروطهٔ دوم به سفارشِ مشیرالدوله ساخته شد که در سن پترزبورگ با مارکف صمیمیت پیدا کرده‌بود. این ساختمان که خاطرهٔ انشای فرمان مشروطیت، تدوین قوانین جدید دادگستری و نگارش کتاب تاریخ ایران باستان و دیگر آثار مشیرالدوله پیرنیا و زندگی روزمره و مرگ و حتی مجلس ختمش در دوره پهلوی دوم را در خود دارد، پس از انقلاب اسلامی به عنوان بنای تاریخی به ثبت سازمان میراث فرهنگی رسید و با انجام تعمیرهایی، اینک موزه موسسه‌ای به نام مطالعات علوم پزشکی است.

مارکف سالها برای شهرداری تهران کار می‌کرد و ساختمان‌های بسیاری در تهران و شهرهای پیرامونی آن ساخته‌است.

## نگارخانه

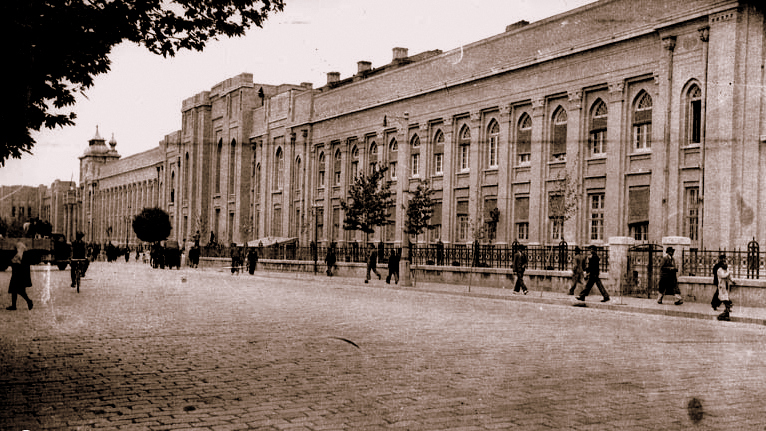
ساختمان اداره پست (تهران)
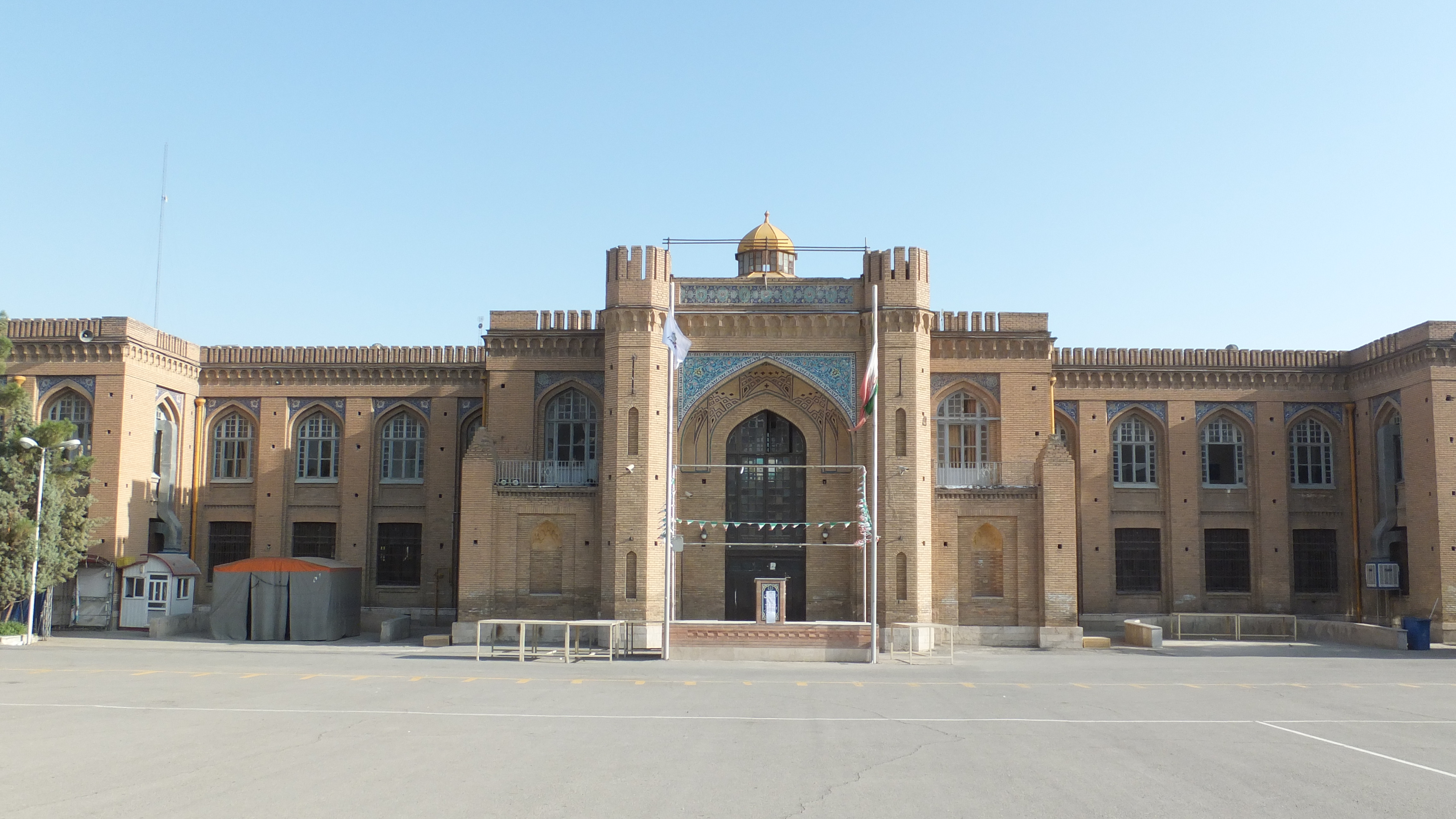
دبیرستان البرز
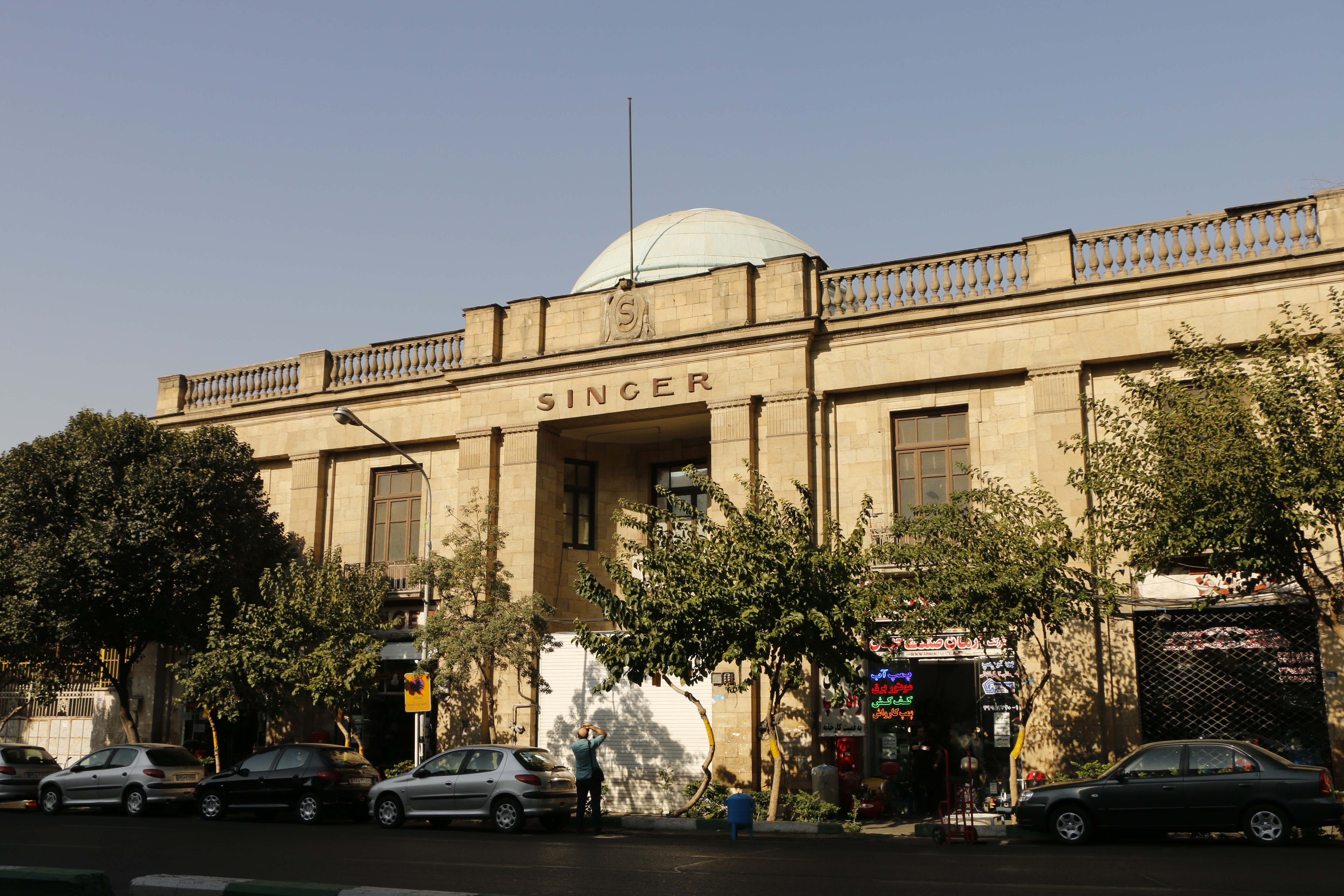
ساختمان سینگر (تهران)
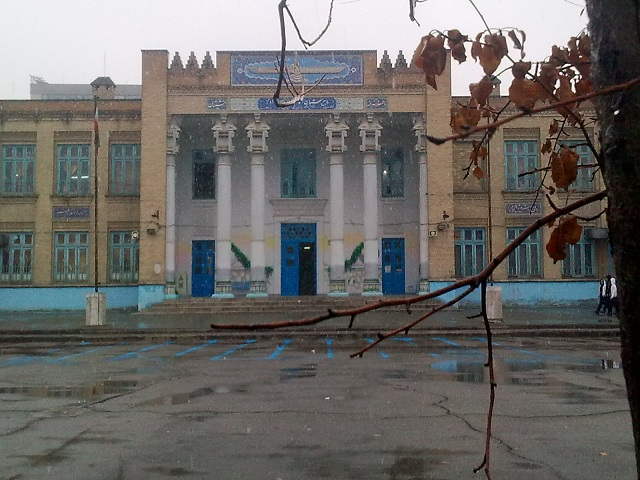
دبیرستان انوشیروان دادگر
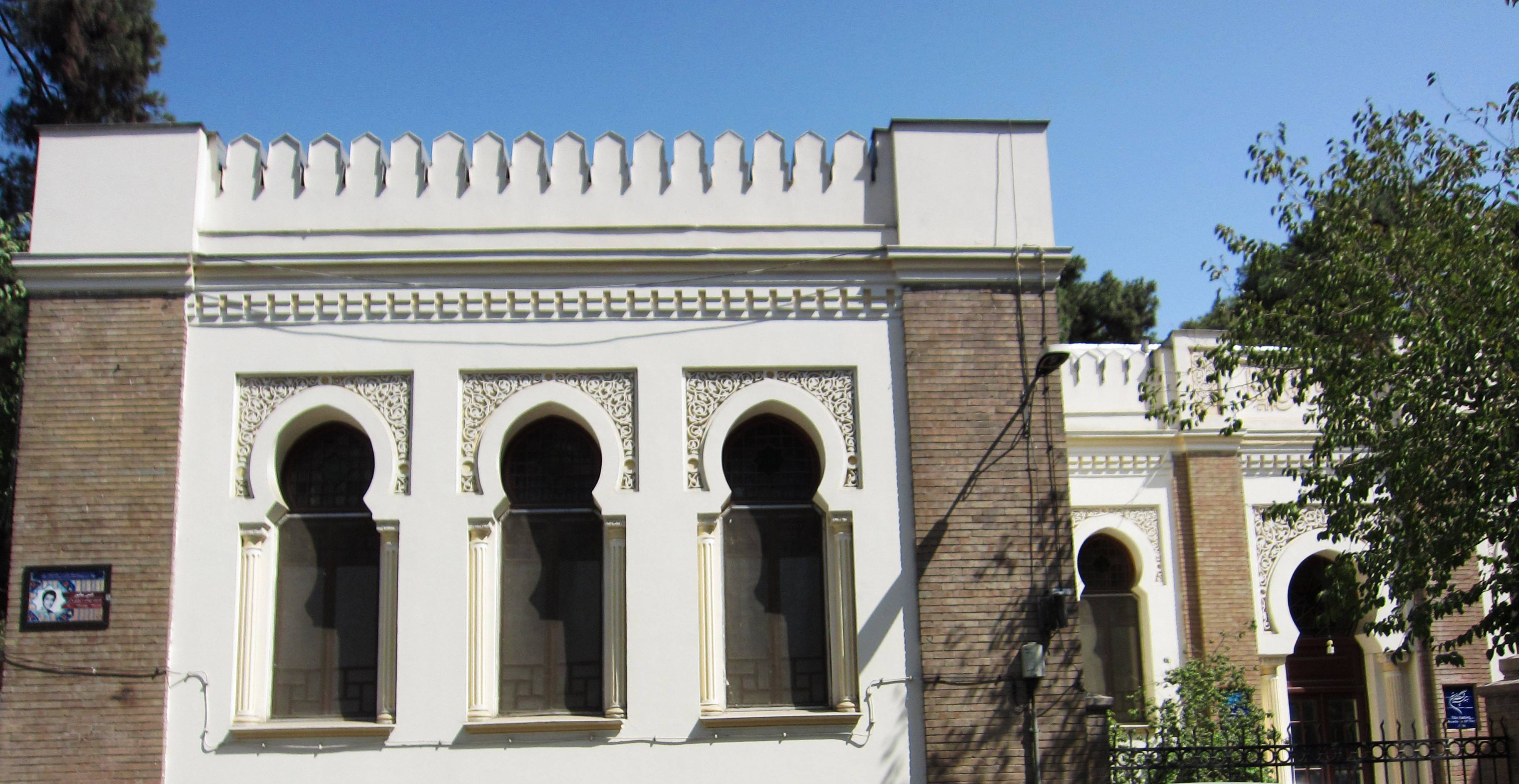
خانه پروفسور عدل
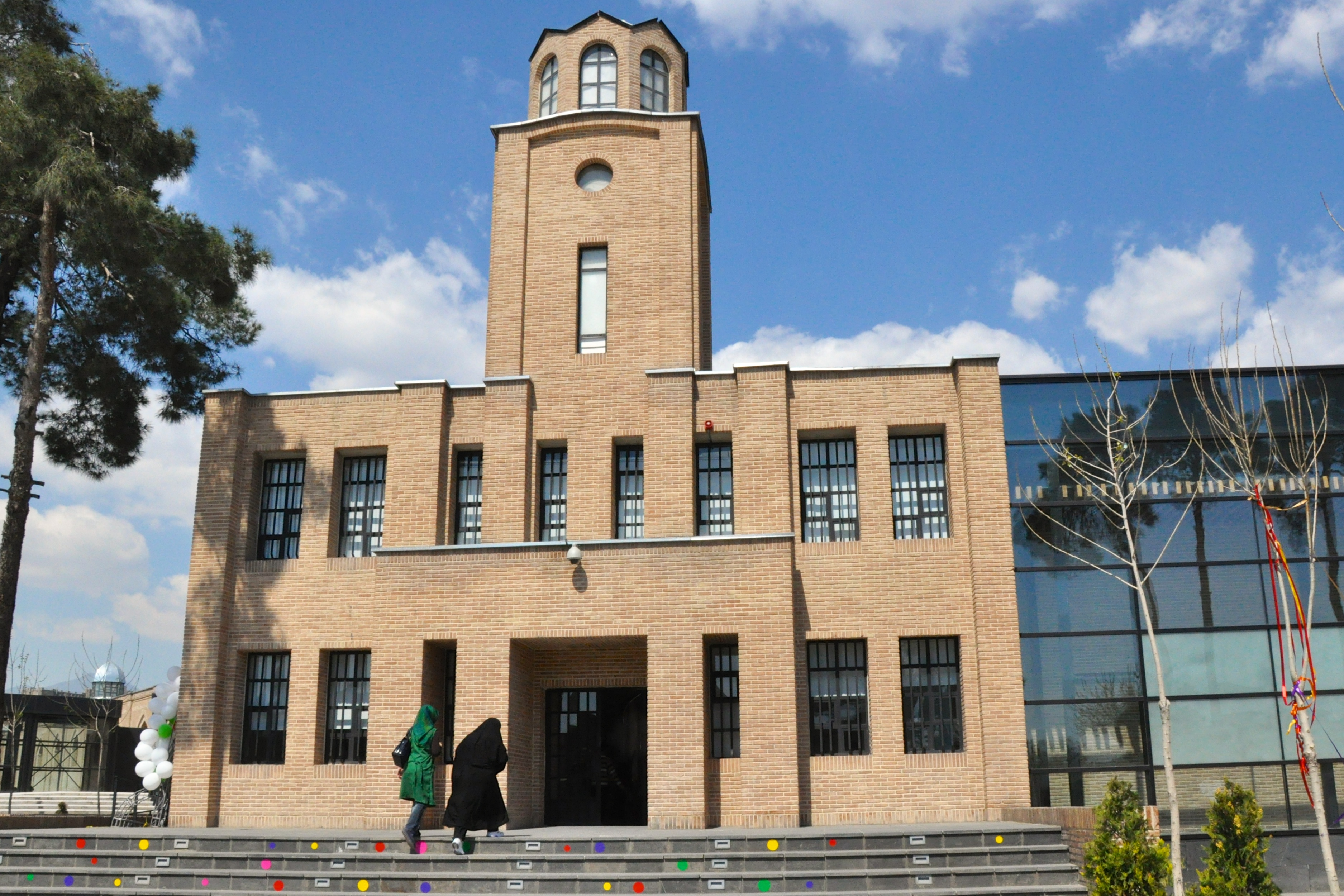
ساختمان مارکوف در زندان قصر
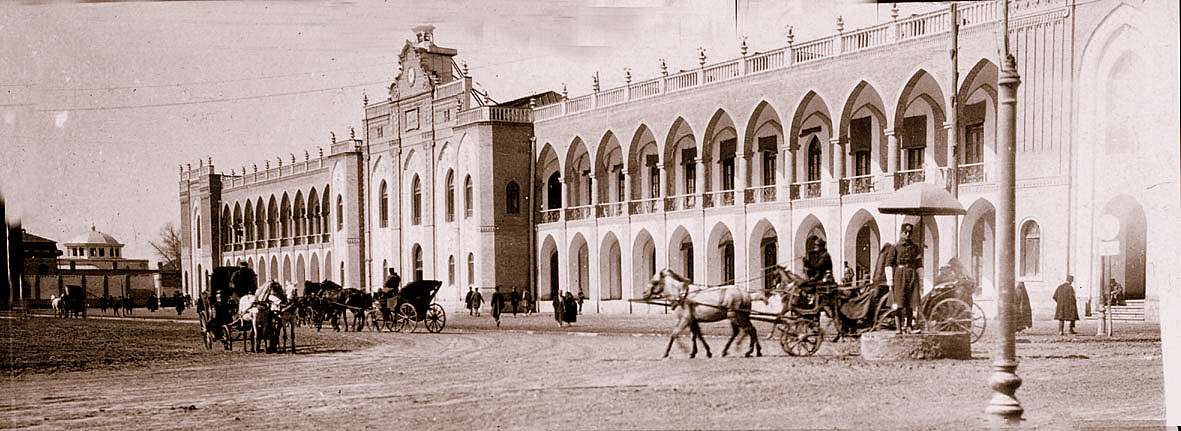
ساختمان شهرداری (عمارت بلدیه) در دهه ۱۳۱۰
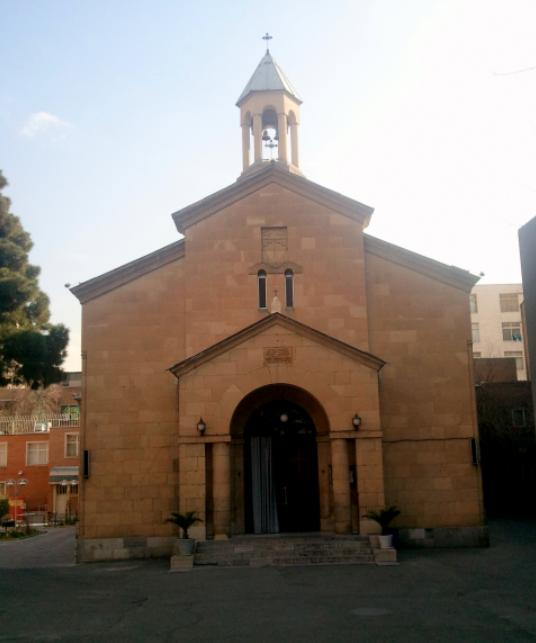
کلیسای مریم مقدس
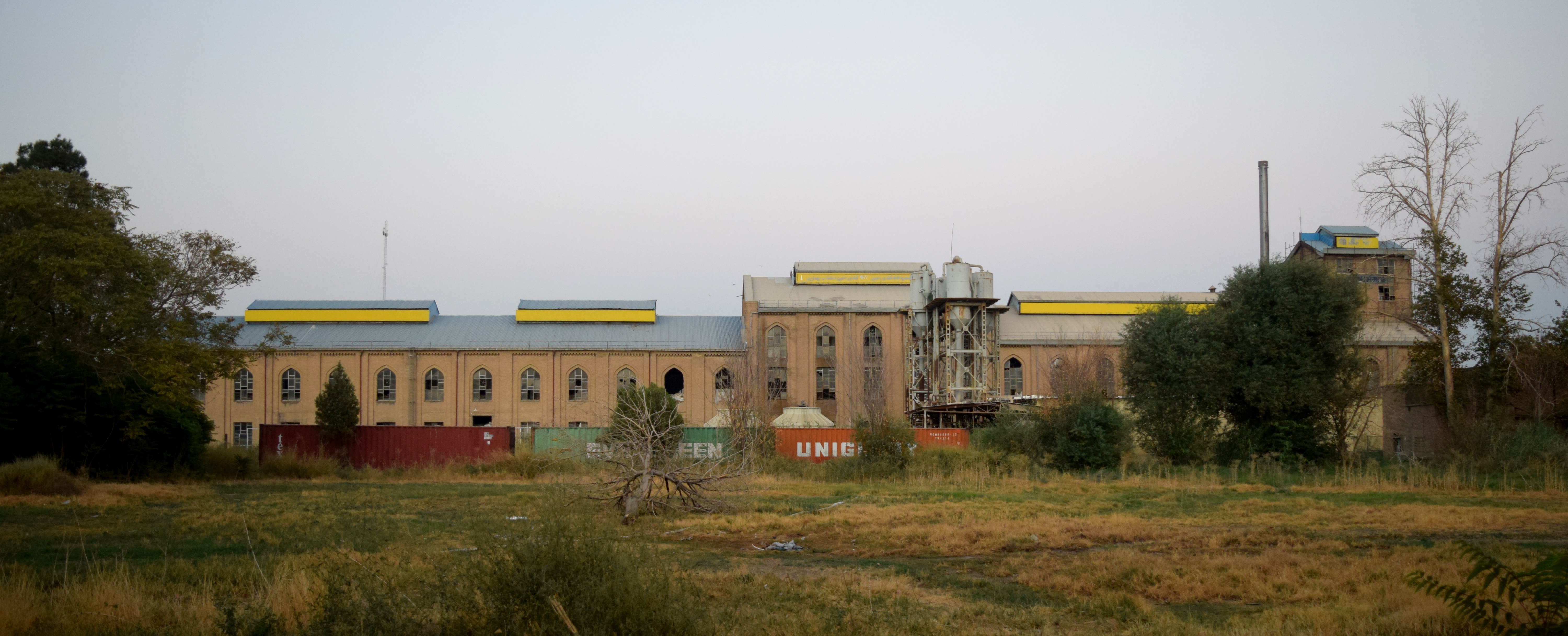
کارخانه قند ورامین
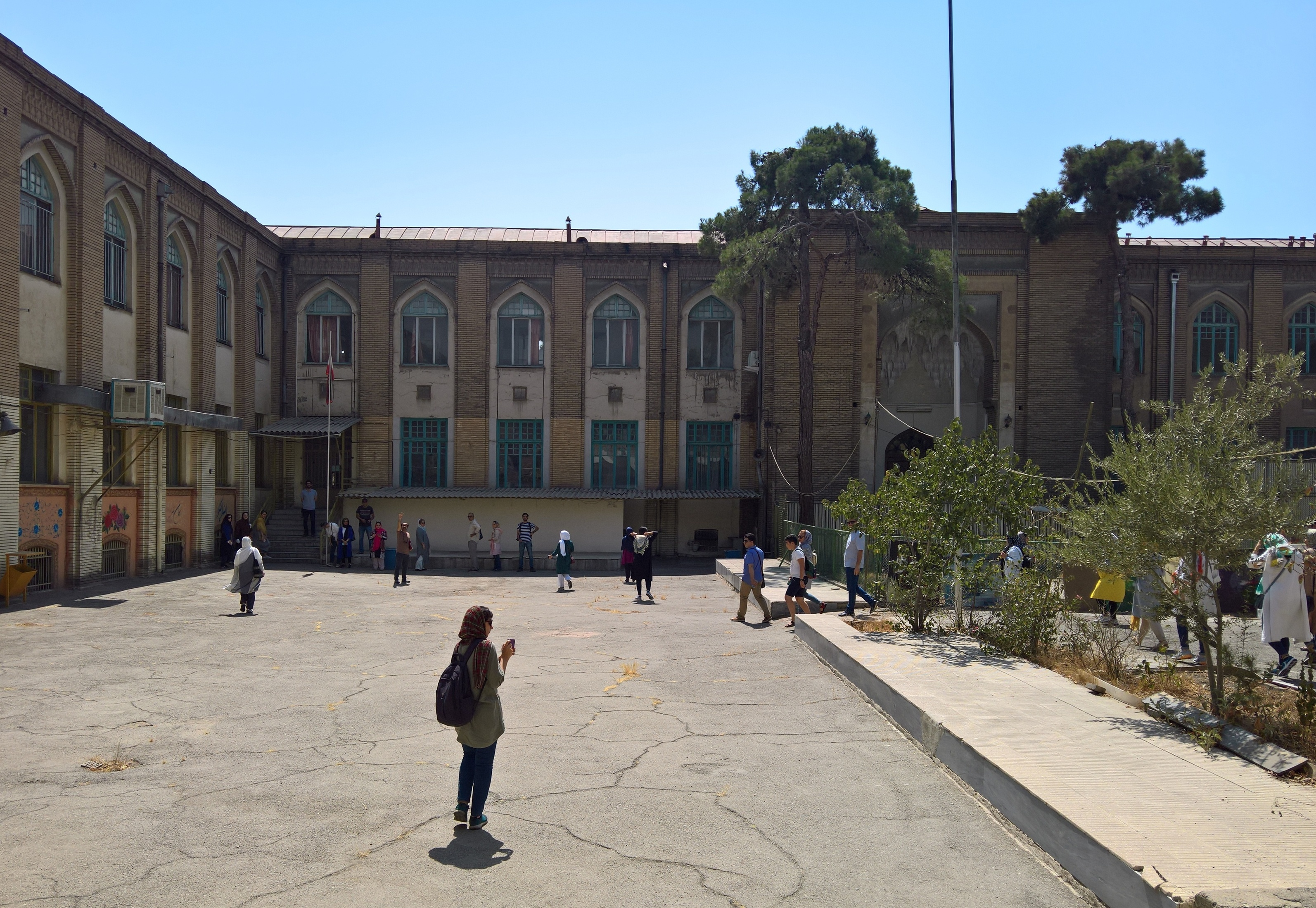
مدرسه ژاندارک
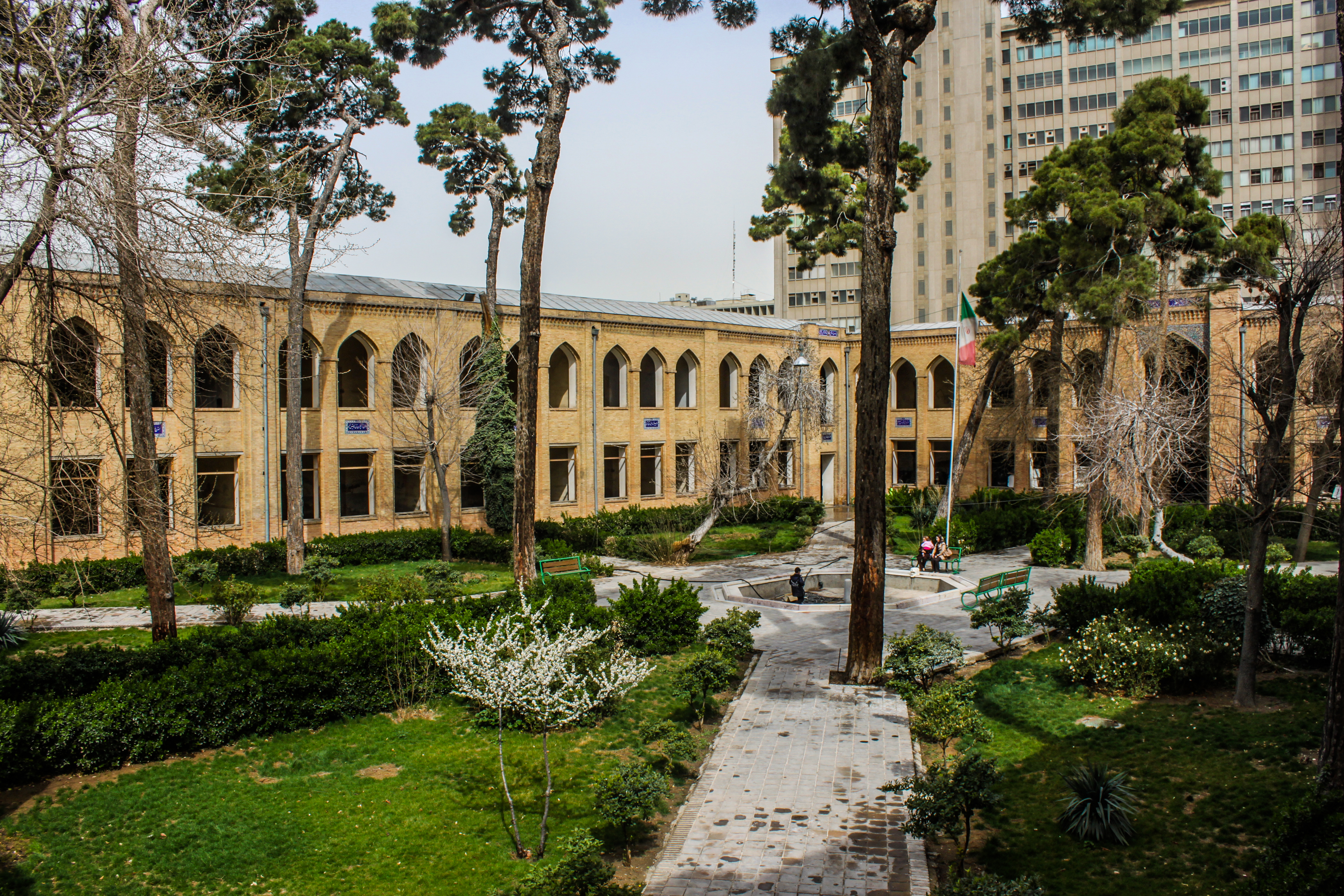
دارالفنون
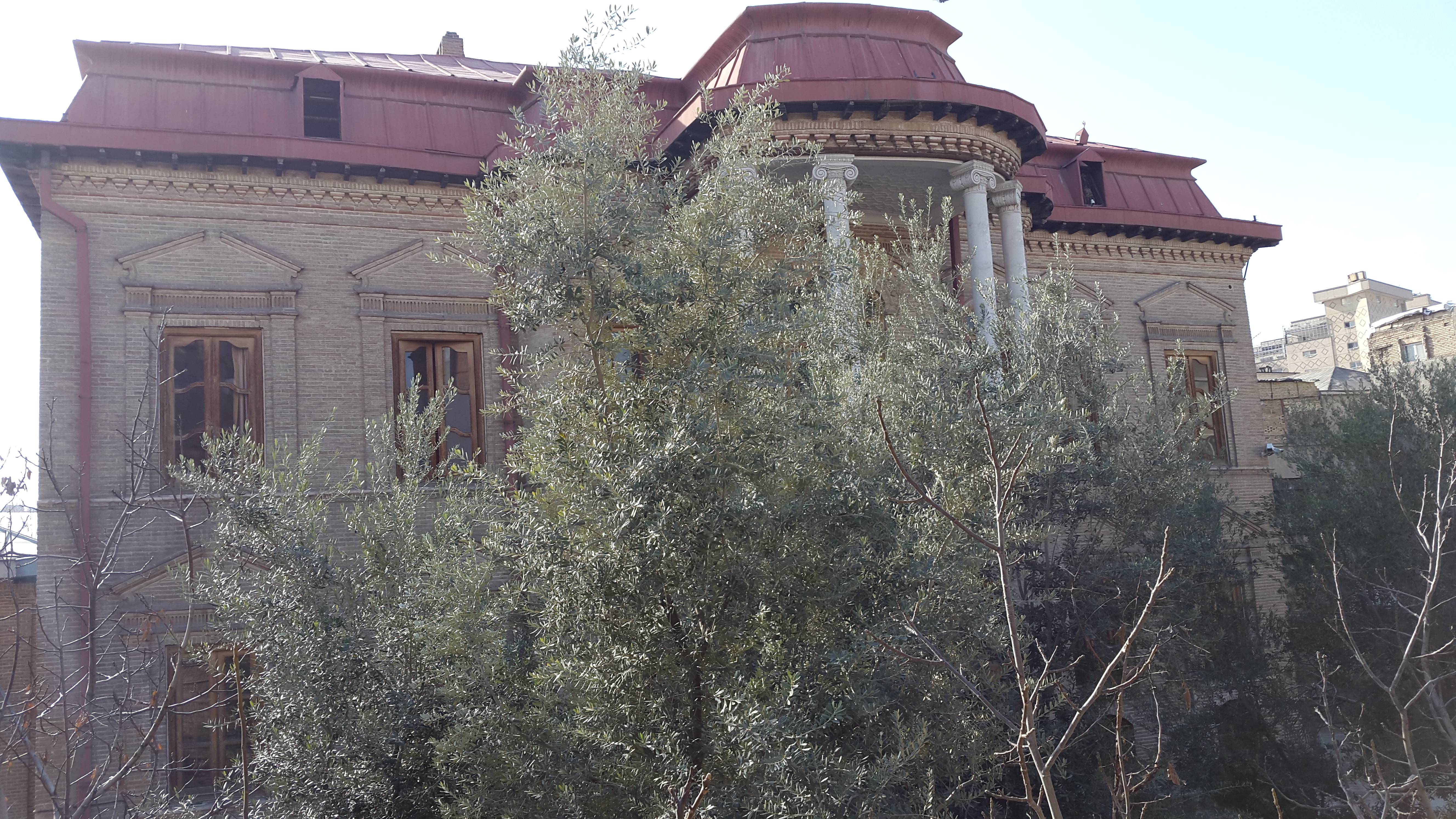
عمارت مشیرالدوله

## برای مطالعهٔ بیشتر
- شافعی، بیژن؛ سروشیانی، سهراب؛ دانیل، ویکتور (۱۳۸۲). معماری نیکلای مارکف (PDF). انتشارات دید. شابک ۹۶۴-۹۴۷۹۶-۲-۷.